# Palupõhja
Palupõhja – wieś w Estonii, w prowincji Tartu, w gminie Puhja.